# Medina (Wisconsin)
Medina – miasto w Stanach Zjednoczonych, w stanie Wisconsin, w hrabstwie Dane.